# تاتيانا لوبو
تاتيانا لوبو (بالإسبانية: Tatiana Lobo)‏ هي كاتِبة كوستاريكية، ولدت في 1939 في بويرتو مونت في تشيلي.